# Taste the Feeling
Taste the Feeling —  песня шведского диджея Авичи и австралийского певца Конрада Сьюэлла. Песня была выпущена для цифрового скачивания в марте 2016 года в рамках кампании Кока-кола Почувствуй вкус, а также кампаний Кока-колы, посвященных Евро-2016 и летним Олимпийским играм 2016 года.

## Запись сингла
Авичи заявил: «Участие в этом проекте очень много значит для меня. Когда Кока-кола предложила мне написать гимн для Евро-2016, я сразу понял, что это будет очень увлекательный и креативный способ создать трек, который будет связан с одним из крупнейших футбольных событий в мире». Конрад сказал: «Работать с Авичи было здорово. Он искренний парень и невероятно талантливый. Я всегда был поклонником его творчества. Возможность провести время с ним в его студии в Швеции была просто потрясающей идеей, потому что это дало нам возможность по-настоящему прочувствовать атмосферу и узнать друг друга. У нас была возможность погрузиться в песню и создать идеальный баланс наших музыкальных стилей, почувствовать, что мы создали нечто, чем оба гордимся и что может стать самостоятельным произведением, которое, надеюсь, станет хитом!».

## Предыстория
На каком-то этапе создания песни британская певица Джесс Глинн записала демо-версию, которую затем передала Конраду Сьюэллу.
Демо-версия была опубликована в декабре 2024 года, будучи взятой с серверов Ubisoft и представляющей собой репетицию номера, выпущенного на сервисе Just Dance Unlimited.

## Чарты
| Чарт (2016)                 | Высшая позиция |
| --------------------------- | -------------- |
| Австрия (Ö3 Austria Top 40) | 17             |
| Франция (SNEP)              | 136            |
| Германия (GfK)              | 53             |
| Латвия (Latvijas Top 40)    | 40             |
| Португалия (AFP)            | 97             |
| Словения (SloTop50)         | 15             |
| Швеция (Sverigetopplistan)  | 60             |

## Сертификация
| Регион                                                                      | Сертификация | Продажи |
| --------------------------------------------------------------------------- | ------------ | ------- |
| Бразилия (ABPD)                                                             | Золотой      | 30 000  |
| Данные о продажах + прослушиваниях приведены только на основе сертификации. |              |         |